# Домбровиці (Мазовецьке воєводство)
Домбровиці (пол. Dąbrowice) — село в Польщі, у гміні Журомін Журомінського повіту Мазовецького воєводства.
Населення — 146 осіб (2011).
У 1975-1998 роках село належало до Цехановського воєводства.

## Демографія
Демографічна структура станом на 31 березня 2011 року:
|          | Загалом | Допрацездатний вік | Працездатний вік | Постпрацездатний вік |
| -------- | ------- | ------------------ | ---------------- | -------------------- |
| Чоловіки | 76      | 19                 | 49               | 8                    |
| Жінки    | 70      | 16                 | 34               | 20                   |
| Разом    | 146     | 35                 | 83               | 28                   |